# Лижні перегони на зимових Олімпійських іграх 2022 — естафета 4×5 км (жінки)
Змагання з лижних перегонів в естафеті 4×5 км серед жінок на зимових Олімпійських іграх 2022 відбулися 12 лютого в Національному лижному центрі в місті Чжанцзякоу (Китай).
Чинними олімпійськими чемпіонками були представниці збірної Норвегії, а Швеція та Олімпійський комітет Росії на Іграх-2018 здобули, відповідно, срібні та бронзові медалі. В рамках Кубка світу 2021–2022 відбулась тільки одна естафета, яку виграли росіянки, Швеція та Норвегія посіли, відповідно, 2-ге і 3-тє місця. Норвегія виграла Чемпіонат світу 2021 року, другими були росіянки, а третіми - збірна Фінляндії.

## Результати
| Місце | Номер | Країна | Час                                       | Відставання |
| ----- | ----- | --- | ----------------------------------------- | ----------- |
| 1     | 2     | Олімпійський комітет Росії · Ступак Юлія Сергіївна · Наталія Непряєва · Тетяна Соріна · Степанова Вероніка Сергіївна | 53:41.0 14:21.3 14:06.4 12:39.2 12:34.1   |             |
| 2     | 5     | Німеччина · Катеріне Зауербрай · Катаріна Генніґ · Вікторія Карл · Софі Крель                                        | 53:59.2 14:22.8 14:00.6 12:38.5 12:57.3   | +18.2       |
| 3     | 6     | Швеція · Мая Дальквіст · Ебба Андерссон · Фріда Карлссон · Йонна Сундлінг                                            | 54:01.7 14:41.1 14:07.3 12:48.5 12:24.8   | +20.7       |
| 4     | 3     | Фінляндія · Анне Кюлленен · Йоганна Матінтало · Кертту Нісканен · Кріста Пярмякоскі                                  | 54:02.2 14:33.9 14:15.0 12:31.1 12:42.2   | +21.2       |
| 5     | 1     | Норвегія · Тіріль Уднес Венг · Терезе Йогауг · Гелене Маріє Фоссесгольм · Раґнгільд Гаґа                             | 54:09.8 14:48.4 13:57.8 12:30.4 12:53.2   | +28.8       |
| 6     | 4     | США · Гейлі Свербул · Розі Бреннан · Нові Маккейб · Джессіка Діггінс                                                 | 55:09.2 14:46.0 14:13.8 12:59.7 13:09.7   | +1:28.2     |
| 7     | 7     | Швейцарія · Лаурін ван дер Графф · Надін Фендріх · Надя Келін · Аліна Маєр                                           | 56:41.5 14:45.2 14:12.9 13:38.5 14:04.9   | +3:00.5     |
| 8     | 18    | Італія · Анна Комарелла · Катеріна Ганц · Мартіна Ді Чента · Луча Скардоні                                           | 57:20.5 15:28.1 15:11.4 13:17.9 13:23.1   | +3:39.5     |
| 9     | 9     | Канада · Кетрін Стюарт-Джонс · Дарія Бітті · Сандрін Браун · Олівія Буффар-Несбітт                                   | 57:20.9 15:04.5 15:01.6 13:17.0 13:57.8   | +3:39.9     |
| 10    | 16    | Китай · Чі Чуньсюе · Лі Сінь · Цзялінь Баяні · Ма Цинхуа                                                             | 57:49.7 15:02.9 15:15.9 13:39.5 13:51.4   | +4:08.7     |
| 11    | 10    | Японія · Масако Ісіда · Масае Цутія · Тіка Кобаясі · Мікі Кодама                                                     | 58:40.6 14:33.6 15:53.9 13:59.8 14:13.3   | +4:59.6     |
| 12    | 17    | Франція · Лена Кентен · Дельфін Клодель · Флора Дольчі · Мелісса Галь                                                | 59:03.9 16:06.6 15:23.8 13:23.6 14:09.9   | +5:22.9     |
| 13    | 8     | Чехія · Тереза Баранова · Петра Новакова · Катержина Янатова · Петра Гинчіцова                                       | 59:32.6 17:08.7 15:27.8 13:14.6 13:41.5   | +5:51.6     |
| 14    | 12    | Польща · Ізабела Марциш · Моніка Скіндер · Вероніка Калета · Кароліна Кукучка                                        | 1:00:21.5 15:24.8 16:01.4 14:24.8 14:30.5 | +6:40.5     |
| 15    | 11    | Казахстан · Ксенія Шалигіна · Ангеліна Шурига · Надія Степашкіна · Ірина Бикова                                      | 1:01:15.4 15:51.3 16:00.4 14:12.0 15:11.7 | +7:34.4     |
| 16    | 14    | Естонія · Кайді Каазіку · Мерлій Марієл · Кейді Каазіку · Авелі Уусталу                                              | 1:01:18.9 15:45.5 15:38.9 14:02.2 15:52.3 | +7:37.9     |
| 17    | 15    | Латвія · Патріція Ейдука · Кітія Аузіна · Байба Бендіка · Саманта Крампе                                             | 1:01:20.6 15:20.8 16:11.0 13:11.8 16:37.0 | +7:39.6     |
| 18    | 13    | Україна · Вікторія Олех · Валентина Камінська · Марина Анцибор · Дар'я Рубльова                                      | КОЛО 17:55.5 LAP                          | +9          |